# 女性自衛官教育隊
女性自衛官教育隊（じょせいじえいかんきょういくたい、JGSDF Female Training Unit）は、陸上自衛隊朝霞駐屯地（東京都練馬区）に駐屯する東部方面混成団隷下の教育部隊である。

## 概要
隊長は1等陸佐（三が充てられ、女性自衛官（WAC（ワック）：Woman Army Corps）の教育担任部隊。自衛官候補生課程（女子）・一般曹候補生前期課程（女子）・陸曹候補生課程（女子）の教育担任部隊であり、女性の新隊員・陸曹の統合教育部隊として指定されている。自衛官候補生（女子）の入隊で、東部方面隊管内である首都圏・信越地方・静岡県の自衛官候補生（女子）の採用者が多い。希望に応じて他の道府県の採用者が入隊する場合もある。一般曹候補生（女子）の入隊については、自衛官候補生（女子）よりも採用数が限られ、各都道府県の一般曹候補生（女子）の採用者が入隊する全国で唯一の女性新隊員教育隊である。各部隊・機関等に所属する陸曹候補生たる陸士長の女性自衛官が入校する全国で唯一の女性陸曹教育隊である。更に北部・東北・中部・西部の方面混成団隷下の教育大隊、陸上自衛隊通信学校通信教導隊（久里浜駐屯地）が自衛官候補生課程（女子）の教育を担任。教育理念は「強く、明るく、麗しく」。

## 女性自衛官の教育内容
新隊員教育
- 自衛官候補生課程（女子）

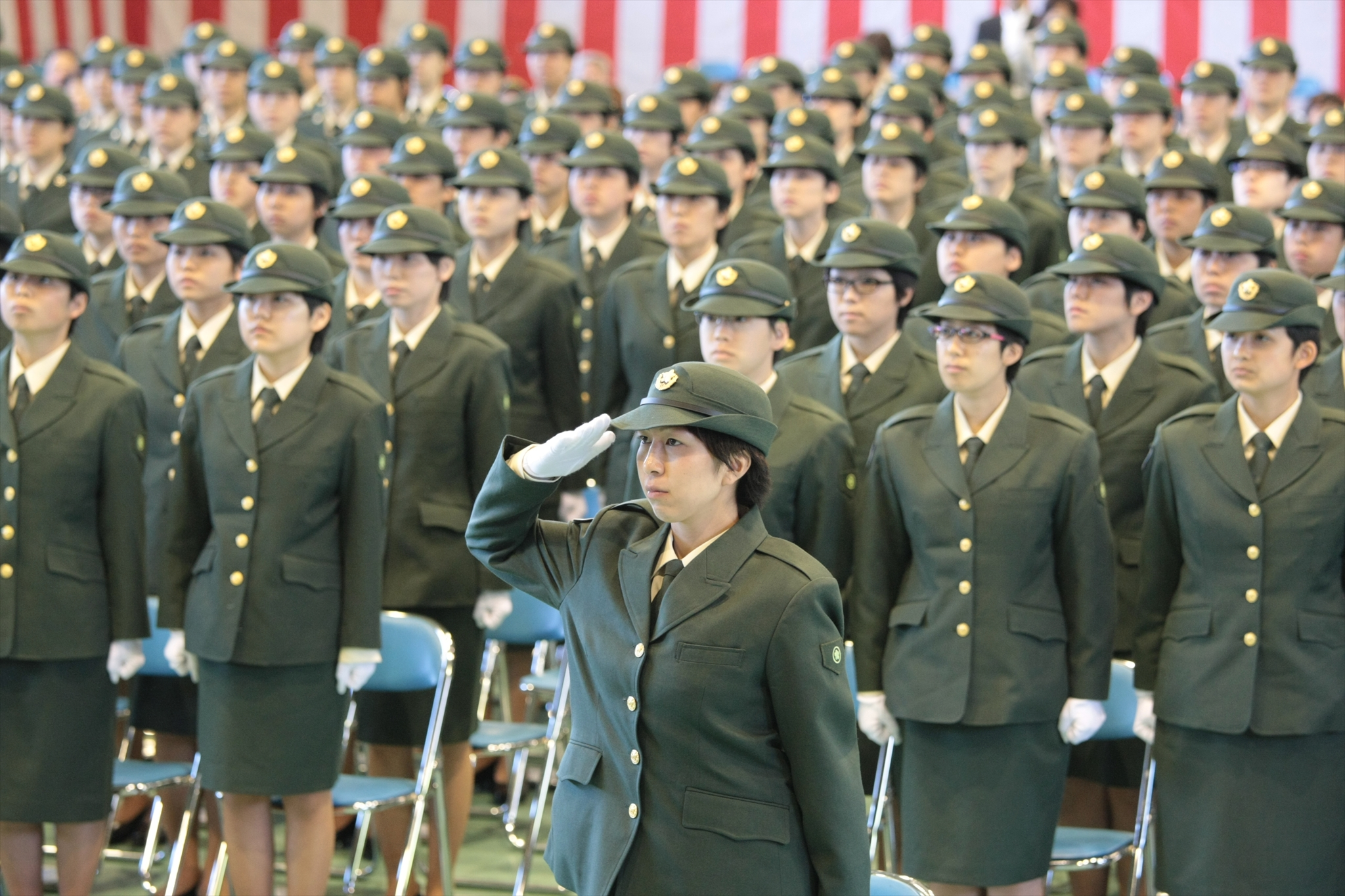
2013年度（平成25年度）自衛官候補生（女子）入隊式における様子。

1. 約3か月、陸上自衛官となるために必要な基礎的な知識および技能を習得するための教育を行う。
2. 首都圏・信越地方・静岡県・希望に応じて他の道府県の自衛官候補生（女子）の採用者が教育を受ける。

- 一般曹候補生前期課程（女子）

1. 約3か月、陸上自衛官として必要な基礎的な知識および技能を習得するための教育を行う。
2. 各都道府県の一般曹候補生（女子）の採用者が教育を受ける。

陸曹教育
- 陸曹候補生課程（女子）

1. 約3か月、初級陸曹として必要な共通的知識および技能を修得するための教育を行う。
2. 各部隊・機関等に所属する陸曹候補生たる陸士長の女性自衛官が教育を受ける。

かつて担任した教育
- 一般曹候補学生前期課程（女子）：2007年度（平成19年度）夏頃に教育を終了する。
- 曹候補士前期課程（女子）：2007年度（平成19年度）夏頃に教育を終了する。
- 一般2等陸士前期課程（女子）：2010年度（平成22年度）夏頃に教育を終了する。

※いずれも約3か月（曹学については４か月）、陸上自衛官として必要な基礎的な知識および技能を習得するための教育を行う。

## 沿革
婦人自衛官学生隊
- 1968年（昭和43年）
  - 3月25日：婦人自衛官学生隊（現・女性自衛官教育隊）が輸送学校隷下に朝霞駐屯地において編成完結[5]。
  - 4月1日：公募婦人自衛官（一般）幹部要員（WAC）入校[6]。

※ 前田米子1等陸尉以下11名。
婦人自衛官教育隊
- 1968年（昭和43年）12月20日：婦人自衛官学生隊（朝霞駐屯地）が第1教育団隷下に隷属替えされ、婦人自衛官教育隊に改称[10]。

女性自衛官教育隊
- 2003年（平成15年）3月27日：婦人自衛官教育隊（朝霞駐屯地）が女性自衛官教育隊に改称。
- 2008年（平成20年）4月：一般曹候補生前期課程（女子）の教育を開始。
- 2011年（平成23年）
  - 4月    ：自衛官候補生課程（女子）の教育を開始。
  - 4月22日：上級部隊（第1教育団）の改編により、婦人自衛官教育隊（朝霞駐屯地）が東部方面混成団隷下に隷属替え。
- 2017年（平成29年）
  - 一部の教育要員が陸上自衛隊通信学校通信教導隊（久里浜駐屯地）に派遣[11]。
  - 陸上自衛隊通信学校通信教導隊（久里浜駐屯地）において自衛官候補生課程（女子）の教育を開始する。
- 2018年（平成30年）
  - 女性自衛官の採用開始から50年、この半世紀に1万4809人の女性自衛官が卒業する伝統を持つ。
  - シンボルマークを公開。
  - 部隊の英名をWAC (Woman Army Corps) Training Unit から Female Training Unit に改称。

## 部隊編成
- 女性自衛官教育隊本部[12]
  - 総務科
  - 訓練科
  - 管理科「女自教-本」
- 第1共通教育中隊「女自教-1」
- 第2共通教育中隊「女自教-2」
- 第3共通教育中隊「女自教-3」

## 主要幹部
| 職名               | 階級    | 氏名     | 補職発令日     | 前職                                                        |
| ------------------ | ------- | -------- | -------------- | ----------------------------------------------------------- |
| 女性自衛官教育隊長 | 1等陸佐 | 鳥畑聡子 | 2024年03月21日 | 陸上自衛隊教育訓練研究本部付 →2024.3.4 女性自衛官教育隊勤務 |

| 代                 | 氏名                   | 在任期間               | 出身校・期            | 前職                                                        | 後職                                            | 備考                          |
| 婦人自衛官教育隊長 | 婦人自衛官教育隊長     | 婦人自衛官教育隊長     | 婦人自衛官教育隊長    | 婦人自衛官教育隊長                                          | 婦人自衛官教育隊長                              | 婦人自衛官教育隊長            |
| ------------------ | ---------------------- | ---------------------- | --------------------- | ----------------------------------------------------------- | ----------------------------------------------- | ----------------------------- |
| 01                 | 前田米子 （1等陸尉）   | 1968.12.20 - 1972.7.16 | 中央大学 昭和29年卒   | 陸上自衛隊輸送学校勤務 →1971.1.1 3等陸佐昇任                | 陸上幕僚監部第1部勤務                           | 1986.1.1 退官 最終階級1等陸佐 |
| 02                 | 熊谷義明 （2等陸佐）   | 1972.7.17 - 1974.7.15  | 陸士59期              | 第1師団司令部第1部長 →1974.7.1 1等陸佐昇任                  | 東部方面総監部業務室長                          |                               |
| 03                 | 山下昭夫 （2等陸佐）   | 1974.7.16 - 1976.8.1   | 陸航士60期            | 陸上自衛隊人事統計隊勤務 →1976.4.1 1等陸佐昇任              | 陸上幕僚監部総務課人事班長                      |                               |
| 04                 | 今泉武伊知 （2等陸佐） | 1976.8.2 - 1979.3.15   |                       | 陸上自衛隊富士学校付                                        | 小平駐屯地業務隊長                              |                               |
| 05                 | 大迫一利 （2等陸佐）   | 1979.3.16 - 1981.3.15  |                       | 第27普通科連隊第3中隊長 兼 別海駐屯地司令                   | 陸上自衛隊富士学校勤務                          |                               |
| 06                 | 上杉長一               | 1981.3.16 - 1982.8.1   | 日本大学 昭和28年卒   | 練馬駐とん地業務隊長                                        | 東部方面総監部勤務                              |                               |
| 07                 | 山田隆一               | 1982.8.2 - 1984.7.31   | 立命館大学 昭和30年卒 | 陸上自衛隊富士学校総合研究開発部 第1主任研究開発官          | 陸上自衛隊業務学校学校教官                      |                               |
| 08                 | 石橋勉                 | 1984.8.1 - 1987.7.31   | 中央大学 昭和30年卒   | 守山駐屯地業務隊長                                          | 東部方面総監部勤務                              |                               |
| 09                 | 田邊龍子               | 1987.8.1 - 1989.7.31   | 熊本大学              | 宇都宮駐屯地業務隊                                          | 東部方面総監部勤務                              |                               |
| 10                 | 兼安正次郎             | 1989.8.1 - 1990.7.31   | 防大3期               | 自衛隊体育学校第1教育課長                                   | 退職                                            | 2007春叙勲                    |
| 11                 | 桑原壽之               | 1990.8.1 - 1992.7.31   | 防大5期               | 陸上自衛隊富士学校研究員                                    | 東部方面総監部勤務                              |                               |
| 11                 | 川床剛                 | 1992.8.1 - 1995.7.31   | 防大7期               | 陸上自衛隊調査学校総務課長                                  | 第8師団司令部付                                 |                               |
| 12                 | 大西徹彦               | 1995.8.1 - 1998.7.31   | 防大9期               | 善通寺駐屯地業務隊長                                        | 陸上自衛隊富士学校勤務                          |                               |
| 13                 | 吉田剛                 | 1998.8.1 - 2001.3.31   | 防大14期              | 陸上自衛隊少年工科学校第1教育部長                           | 多賀城駐屯地業務隊長                            |                               |
| 末                 | 髙橋秀夫               | 2001.4.1 - 2003.3.26   | 防大15期              | 陸上自衛隊北海道補給処苗穂支処長 兼 苗穂分屯地司令          | 女性自衛官教育隊長                              |                               |
| 女性自衛官教育隊長 |                        |                        |                       |                                                             |                                                 |                               |
| 01                 | 髙橋秀夫               | 2003.3.27 - 2004.3.22  | 防大15期              | 婦人自衛官教育隊長                                          | 東部方面総監部勤務                              |                               |
| 02                 | 熊野敦記               | 2004.3.23 - 2005.12.4  | 防大24期              | 統合幕僚学校学校教官                                        | 第4高射特科群長                                 |                               |
| 03                 | 前田絹代               | 2005.12.5 - 2008.3.25  | 九州大学 昭和53年卒   | 情報本部勤務                                                | 陸上自衛隊幹部学校主任教官                      |                               |
| 04                 | 渡邉茂和               | 2008.3.26 - 2009.11.30 | 防大27期              | 陸上幕僚監部副監察官                                        | 第9師団司令部監察官                             |                               |
| 05                 | 渋谷幹 （2等陸佐）     | 2009.12.1 - 2011.7.31  | 防大29期              | 北部方面施設隊勤務 →2010.7.1 1等陸佐昇任                    | 西部方面総監部装備部施設課長                    |                               |
| 06                 | 寺井優子 （2等陸佐）   | 2011.8.1 - 2014.7.31   | 福井大学              | 陸上自衛隊輸送学校主任教官 →2012.7.1 1等陸佐昇任            | 陸上自衛隊輸送学校研究部長                      |                               |
| 07                 | 亀井律子               | 2014.8.1 - 2016.3.22   | 73期幹侯（I）         | 陸上自衛隊幹部学校付                                        | 東部方面総監部人事部募集課長                    |                               |
| 08                 | 岩塚寿文               | 2016.3.23 - 2018.3.26  | 防大34期              | 北部方面総監部総務部総務課長                                | 豊川駐屯地業務隊長                              |                               |
| 09                 | 中川美佐               | 2018.3.27 - 2020.3.15  | 獨協大学 平成元年卒   | 自衛隊体育学校総務課長                                      | 防衛研究所理論研究部 社会・経済研究室主任研究官 |                               |
| 10                 | 村田美佐紀             | 2020.3.16 - 2022.7.31  | 日本大学              | 情報本部勤務                                                | 陸上自衛隊施設学校勤務                          |                               |
| 11                 | 山﨑麻由               | 2022.8.1 - 2024.3.20   | 防大47期              | 陸上自衛隊教育訓練研究本部付                                | 統合幕僚監部総務部人事教育課 人材育成班長       |                               |
| 12                 | 鳥畑聡子               | 2024.3.21 -            | 防大48期              | 陸上自衛隊教育訓練研究本部付 →2024.3.4 女性自衛官教育隊勤務 |                                                 |                               |

## 他の女性自衛官教育担任部隊
4個方面混成団教育大隊・1個職種学校が担任。
- 主に自衛官候補生課程（女子）の教育を対象。

1. 北部方面混成団第120教育大隊（真駒内駐屯地）
2. 東北方面混成団第119教育大隊（多賀城駐屯地）
3. 中部方面混成団第109教育大隊（大津駐屯地）
4. 西部方面混成団第118教育大隊（久留米駐屯地）
5. 陸上自衛隊通信学校通信教導隊（久里浜駐屯地）